# Нур Алам
Нур Алам (5 грудня 1929 — 30 червня 2003) — пакистанський хокеїст на траві.
Олімпійський чемпіон 1960 року, срібний призер 1956 року.
Переможець Азійських ігор 1958, 1962 років.